# The Shubert Organization
The Shubert Organization est une organisation de production théâtrale et un important propriétaire de théâtres basée à Manhattan (New York).
The Shubert Organization est fondée par les trois frères Shubert à la fin du XIXe siècle et s'est progressivement étendue, possédant de nombreux théâtres à New York et à travers le pays. Depuis lors, plusieurs changements de propriétaire sont intervenus, mais reste toujours une chaîne de théâtre majeure.

## Histoire
The Shubert Organization est fondée par les frères Shubert, Lee Shubert (en) (1871-1953), Sam S. Shubert (en) (1878-1905) et Jacob J. Shubert (en) (1879-1963), originaires de Syracuse (New York), familièrement et collectivement connus sous le nom de « The Shuberts », à la fin du XIXe siècle dans le nord de l'État de New York, entrant dans les productions théâtrales de New York en 1900. Leur société produit un grand nombre de spectacles et commence à acquérir des théâtres. Sam Shubert meurt en 1905 dans un accident ferroviaire. En 1916, les deux autres frères sont devenus de puissants magnats du théâtre avec une présence nationale.

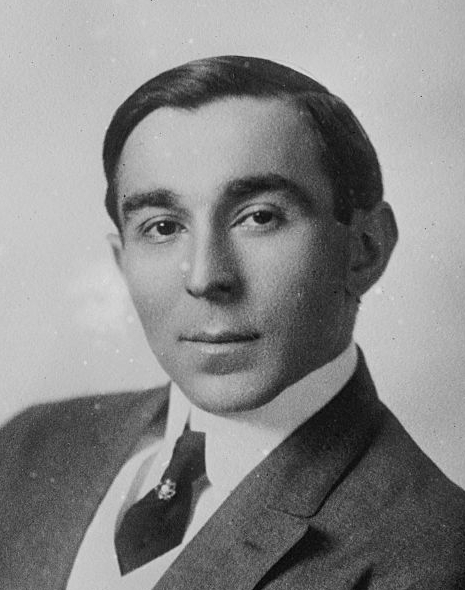
Lee Schubert en 1908.
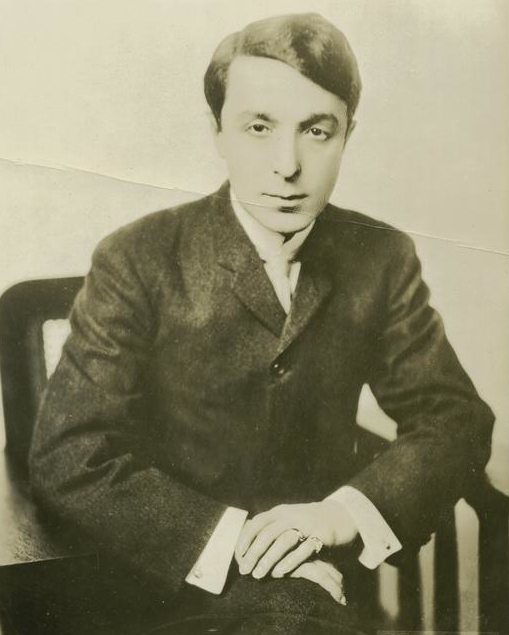
Sam Shubert.
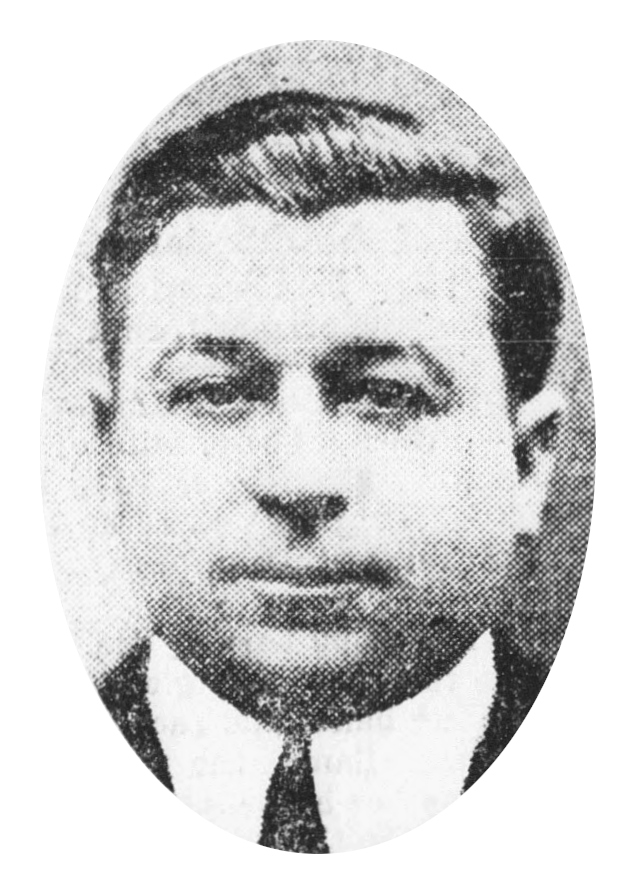
Jacob Shubert en 1925.

## Théâtres

### Broadway
- Ambassador Theatre
- Ethel Barrymore Theatre
- Belasco Theatre
- Booth Theatre
- Broadhurst Theatre
- Broadway Theatre
- James Earl Jones Theatre
- John Golden Theatre
- Imperial Theatre
- Bernard B. Jacobs Theatre
- Longacre Theatre
- Lyceum Theatre
- Majestic Theatre
- Music Box Theatre
- Gerald Schoenfeld Theatre
- Shubert Theatre
- Winter Garden Theatre

### Hors Broadway
- Stage 42 (en)
- New World Stages (en)

### Régionaux
- Forrest Theatre (en) (Philadelphie)
- Shubert Theatre (en) (Boston)

## Anciens théâtres

### Broadway
- Avon Theatre[1]
- Adelphi Theatre (1944-1970)
- Bijou Theatre
- Casino Theatre (from 1903)
- Central Theatre (1918-1988)
- Century Theatre
  - Century Theatre Roof
- Comedy Theatre (1909-1931)
- Cosmopolitan Theatre
- Maxine Elliott Theatre (1906-1956)
- Forrest Theatre (1925-1945)
- 44th Street Theatre (1912-1945)
  - Nora Bayes Theatre (on roof)
- 49th Street Theatre
- 46th Street Theatre (1935-1945)
- Sam H. Harris Theatre
- Herald Square Theatre (1900-?)[2]
- Hippodrome Theatre (1906-1915)
- Jolson's 59th Street Theatre
- Lyric Theatre (1903-?)
- Madison Square Theatre[3]
- Majestic Theatre (Columbus Circle)
- Manhattan Center (1911-1922)
- Morosco Theatre
- National Theatre (?-1956)
- New Century Theatre
- Princess Theatre (29th St) (1902-1907)
- Ritz Theatre (1921-1956)
- St. James Theatre (1941-1957)
- Waldorf Theatre

### Subway Circuit
- Bronx Opera House, Bronx[1]
- Riviera Theatre, Manhattan[4]
- Shubert Majestic Theatre, Brooklyn
- Teller's Shubert Theatre, Brooklyn

### Régionaux
- Harmanus Bleecker Hall (Albany)[2]
- Capitol Theatre (Albany)
- Auditorium Theatre (Baltimore)
- Boston Opera House (Boston)
- Colonial Theatre (Boston) (?-1957)
- Columbia Theatre (Boston) (1903-1904)[5]
- Majestic Theatre (Boston) (1903-1956)[6]
- Plymouth Theatre (Boston) (1927-1957)
- Wilbur Theatre (Boston)[7]
- Teck Theatre (Buffalo)
- Blackstone Theatre (Chicago) (1948-1989)
- Erlanger Theatre (Chicago)
- Garrick Theater (Chicago) (1903-?)[8]
- Great Northern Theatre (Chicago)
- Olympic Theatre (Chicago)
- Princess Theatre (Chicago)
- Shubert Grand Opera House[9]
- Shubert Theatre (Chicago) (1945-1991)
- Cox Theatre (Cincinnati)
- Shubert Theatre (Cincinnati)[10]
- Colonial Theatre (Cleveland)[11]
- Hanna Theatre (Cleveland)
- Cass Theatre (Detroit) (1926-1962)[12]
- Garrick Theatre (Detroit)
- Shubert-Lafayette Theatre (Detroit) (1925-1957)[13]
- Parsons Theatre (Hartford)
- Murat Theatre (Indianapolis)
- Shubert Theatre (Kansas City)[14]
- Shubert's Missouri Theatre (Kansas City)[15]
- Shubert Theatre (en) (1972-2002)
- Shubert Theatre (Newark)
- Shubert Theatre (en) (1914-1941)[16]
- Adelphi Theatre (Philadelphie)
- Chestnut Street Opera House (Philadelphie)
- Locust Theatre (Philadelphie) (?-1956)[17]
- Lyric Theatre (Philadelphie)
- Shubert Theatre (Philadelphie) (1918-1957)[18]
- Walnut Street Theatre (Philadelphie) (1941-1969)
- Providence Opera House (Providence)
- Shubert Theater (Saint Paul) (1910-1933)
- Alvin Theatre (Pittsburgh)[1]
- Duquense Theatre (Pittsburgh)
- Pitt Theatre (Pittsburgh)
- Baker Theatre (Rochester) (1899-?)[19]
- Cook Opera House (Rochester) (1898-1899)
- Curran Theatre (San Francisco)
- Garrick Theatre (St. Louis)[20]
- Shubert Theatre (St. Louis)[21]
- Bastable Theatre (Syracuse) (1897-?)
- Grand Opera House (Syracuse)
- Wieting Opera House (Syracuse)
- Town Hall Theatre (Toledo) (1945-1953)[22],[23],[24]
- Royal Alexandra Theatre (Toronto)
- Rand Opera House (Troy, New York)
- Majestic Theatre (Utica)
- Belasco Theatre (Washington, D.C.)
- Poli's Theatre (Washington, D.C.)
- Shubert Theatre (Washington, D.C.)[25]
- Shubert-Garrick Theater (Washington, D.C.)[26]
- National Theatre (Washington, D.C.) (1980-2012)[27],[28]
- Playhouse Theatre (Wilmington, Delaware)

### Londres
- Waldorf Theatre (en) (1905-1909)[2]